# أصحاب ولا أعز
أصحاب ولا أعز هو فيلم كوميديا دراما من إخراج وسام سميرة وبطولة منى زكي، إياد نصار، عادل كرم، نادين لبكي، جورج خباز، وفؤاد يمين. الفيلم مأخوذ من الفيلم الإيطالي غرباء بالكامل، تم إنتاج الفيلم بواسطة ثلاث شركات من لبنان-مصر-الإمارات. تم تصوير الفيلم في بيروت. تم عرض الفيلم على منصة نتفليكس في 20 يناير 2022.

## نبذة
تدور أحداث الفيلم حول مجموعة من سبعة أصدقاء يجتمعون على العشاء، ويقررون أن يلعبوا لعبة حيث يضع الجميع هواتفهم المحمولة على طاولة العشاء، بشرط أن تكون كافة الرسائل أو المكالمات الجديدة على مرأى ومسمع من الجميع. وسرعان ما تتحول اللعبة التي كانت في البداية ممتعة وشيقة إلى وابل من الفضائح والأسرار التي لم يكن يعرف عنها أحد بما فيهم أقرب الأصدقاء.

## طاقم العمل
- منى زكي بدور مريم
- نادين لبكي بدور مي
- ديامان بو عبود بدور جنا
- إياد نصار بدور شريف
- عادل كرم بدور زياد
- فؤاد يمين بدور ربيع
- جورج خباز بدور وليد سركيس

## نقد
أصبح الفيلم على الفور أول فيلم عربي على Netflix يتصدر المخططات، لكنه جذب انتقادات في الوقت نفسه، مما أدى إلى لحظره على منصة OTT. تسببت إعادة إنتاج الفيلم الإيطالي الذي يحمل نفس الاسم في موجة من الغضب في مصر مع دعوات لحظر خدمة البث المباشر وانتقاد الممثلة المصرية منى زكي التي شاركت في الفيلم. وجاء رد الفعل العنيف ضد منى زكي بعد أدوارها السابقة «النظيفة» مقارنة بالزوجة التي تتبادل رسائل مثيرة مع شخص غريب في فيلم Perfect Strangers. في غضون ذلك، دعا المدافعون عن الفيلم منتقديه وطالبوهم بإلغاء اشتراكهم في Netflix.

## وصلات خارجية
- أصحاب… ولا أعزّ على موقع IMDb (الإنجليزية)
- أصحاب… ولا أعزّ على موقع نتفليكس (الإنجليزية)
- أصحاب… ولا أعزّ على موقع ألو سيني (الفرنسية)
- أصحاب… ولا أعزّ على موقع قاعدة بيانات الفيلم (الإنجليزية)
- أصحاب… ولا أعزّ على موقع ليتربوكسد (الإنجليزية)
- أصحاب… ولا أعزّ على موقع كينوبويسك (الروسية)